# Лоуэнталь, Дэвид
Дэвид Лоуэнталь (26 апреля 1923, Нью-Йорк, Нью-Йорк — 15 сентября 2018, Лондон) — американский историк и географ. Стал известным благодаря своей работе о наследии и пространственных представлений прошлого и будущего. Является почетным профессором географии Университетского колледжа Лондона, призёром Королевского географического, Королевского Шотландского географического, Американского географического сообществ и старший научный сотрудник Британской Академии.

## Биография
Дэвид Лоуэнталь родился 26 апреля 1923 года в Соединенных Штатах Америки. Практически половину жизни он провел на родине, в Штатах. После школы он учился в Гарварде, где получил степень бакалавра истории в 1944, затем окончил магистратуру в области географии в Калифорнийском университете в Беркли в 1950 году. Позже Лоуэнталь получил докторскую степень в области истории в Висконсинском университете в Мадисоне.
С 1957 года на протяжении 15 лет Лоуэнталь работал в Американском географическом сообществе, занимая должность научного сотрудника, а затем и секретаря сообщества.
В течение долгих лет Дэвид Лоуэнталь нередко преподавал в университетах, как в качестве постоянного сотрудника, так и в качестве приглашенного профессора или лектора. В списке заведений, где он делился своими знаниями, находятся Университетский колледж Лондона, университет Вашингтона, Калифорнийский университет в Беркли, университет Миннесоты, Гарвард и другие. Также он консультировал международные учреждения в области наследия, такие как ЮНЕСКО, Международный совет по сохранению памятников и достопримечательных мест, Международный совет музеев, ИККРОМ, Институт консервации Гетти, Всемирный фонд памятников, Совет Европы, Europa Nostra, «Английское наследие», Национальный фонд охраны памятников истории США, Национальный фонд Австралии, Норвежское управление по культурному наследию.
В начале 1970-х годов профессор переехал в Великобританию, где также читал лекции в различных учебных заведениях. Там же он написал свою известную и, пожалуй, главную книгу под названием «Прошлое — чужая страна» в 1985 году. Среди его работ также числятся такие произведения, как West Indian Societies, Geographies of the Mind, Our Past before Us: Why Do We Save It?, Landscape Meanings and Values, The Politics of the Past, The Heritage Crusade and the Spoils of History, George Perkins Marsh: Prophet of Conservation, The Nature of Cultural Heritage and the Culture of Natural Heritage, и Passage du temps sur les paysage.
В 2010 году профессор Дэвид Лоуэнталь был удостоен премии от Международного института по сохранению исторических и художественных произведений.

## «Прошлое — чужая страна»
В 1985 году в Кембридже вышла книга «Прошлое — чужая страна» (англ. The Past Is a Foreign Country), которая очень быстро вошла в списки для обязательного чтения по некоторым курсам во многих университетах мира. В монографии говорится о том, что мы стираем, оспариваем, опровергаем и приручаем прошлое в целях его службы для нынешних, современных потребностей общества. «Ностальгия и наследие теперь пронизывают все аспекты общественной и популярной культуры, охватывающих природу и космос так же, как и человечество». Другими словами, «современная культура […] занимается апроприацией „прошлого“, превращает его в сберегаемое и адаптируемое к сегодняшним нуждам „наследие“». Таким образом, автор поднимает вопрос о качестве сохранения прошлого, истинности истории и современных понятиях наследия.
На русском языке в переводе А. В. Говорунова книга вышла в 2004 году в издательстве «Владимир Даль».
Дэвид Лоуэнталь много лет интересуется историей в противовес наследию. Автора книги считают одним из главных специалистов по обоснованию последнего в качестве продукта культурной индустрии.
На момент своего девяностолетия профессор Лоуэнталь работал над доказательствами нового издания его популярной монографии.

## Признание
Лоуэнталь был награждён медалями по всему миру. К ним относятся:
- Медаль Виктории Королевского географического общества «за выдающиеся заслуги в исследованиях географии» (1997)[7]
- Медаль Каллума Американского географического общества «за географические открытия или продвижения в географической науке» (1999)[8]
- Шотландская географическая медаль Королевского шотландского географического общества «за выдающиеся заслуги и мировую репутацию» (2004)[9]

В 1965 году Лоуенталь получил стипендию Гуггенхайма. Он получил почетную степень доктора от Мемориального университета Ньюфаундленда в 2008 году. Позже, в 2010, Лоуенталь был удостоен премии лекции Форбс Международным институтом по сохранению. Он был избран членом Британской академии в 2011 году.

## Публикации
Левенталь опубликовал ряд работ в области исторической географии, такие как:
- «Прошлое — чужая страна» (англ. The Past Is a Foreign Country) в 1985/2015
- «Наследие крестовых походов и трофеи истории» (англ. The Heritage Crusade and the Spoils of History) в 1996
- «Джордж Перкинс Марш: Пророк охраны» (англ. George Perkins Marsh: Prophet of Conservation) в 2000
- «Течение времени в ландшафте» (франц. Passage du Temps sur le Paysage') в 2008[14]